# Rokitno (gemeente)
De gemeente Rokitno is een landgemeente in het Poolse woiwodschap Lublin, in powiat Bialski.
De zetel van de gemeente is in Rokitno.
Op 30 juni 2004 telde de gemeente 3347 inwoners.

## Oppervlakte gegevens
In 2002 bedroeg de totale oppervlakte van gemeente Rokitno 140,82 km², waarvan:
- agrarisch gebied: 61%
- bossen: 33%

De gemeente beslaat 5,11% van de totale oppervlakte van de powiat.

## Demografie
Stand op 30 juni 2004:
| Omschrijving                   | Totaal | Totaal | Vrouwen | Vrouwen | Mannen | Mannen |
| ------------------------------ | ------ | ------ | ------- | ------- | ------ | ------ |
| eenheid                        | aantal | %      | aantal  | %       | aantal | %      |
| inwoners                       | 3347   | 100    | 1646    | 49,2    | 1701   | 50,8   |
| bevolkingsdichtheid (inw./km²) | 23,8   | 23,8   | 11,7    | 11,7    | 12,1   | 12,1   |

In 2002 bedroeg het gemiddelde inkomen per inwoner 1355,01 zł.

## Administratieve plaatsen (sołectwo)
Cieleśnica, Cieleśnica PGR, Derło, Klonownica Duża, Kołczyn, Kołczyn-Kolonia, Lipnica, Michałki, Michałki-Kolonia, Olszyn, Pokinianka, Pratulin, Rokitno, Rokitno-Kolonia, Zaczopki, Zaczopki-Kolonia.
Zonder de status sołectwo : Hołodnica.

## Aangrenzende gemeenten
Biała Podlaska, Janów Podlaski, Terespol, Zalesie. De gemeente grenst aan Wit-Rusland.